# 達奇采

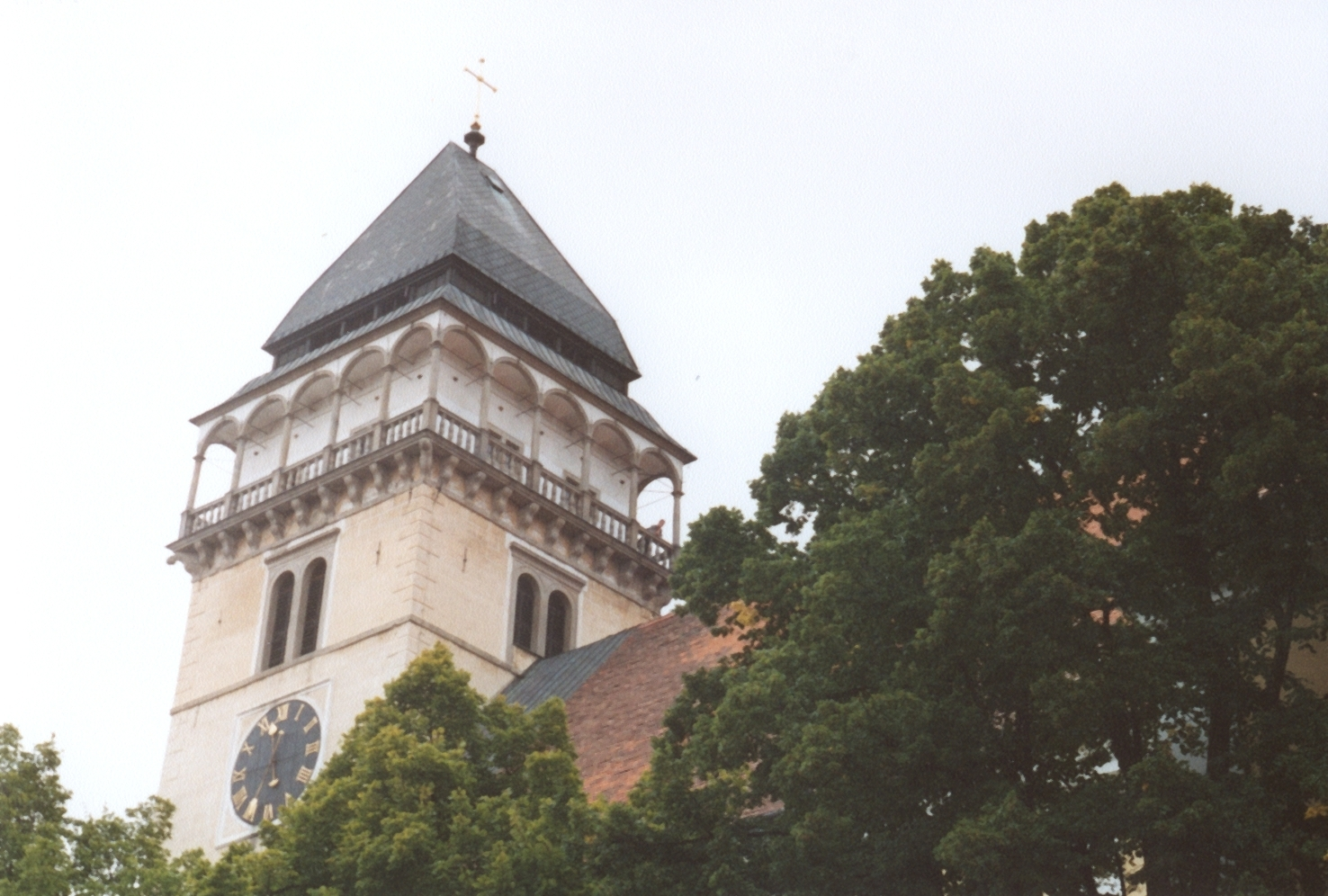

達奇采（捷克語：Dačice，捷克語發音：[ˈdatʃɪtsɛ]）是捷克的城鎮，位於該國南部，距離泰爾奇12公里，毗鄰與奧地利接壤的邊境，由南波希米亞州負責管轄，面積67.11平方公里，海拔高度577米，2005年人口7,947。

## 外部連結
- Municipal website (cs, en, de)